# كانغ من هيوك
كانغ مين هيوك (بالإنجليزية: Kang Min Hyuk) (من مواليد 28 يونيو 1991) في سول، كوريا الجنوبية. هو مغني كوري بدأ مسيرته الفنية عام 2010. وهو أيضا ممثل وعازف طبول.

## الحياة الشخصية
كانغ مين هيوك ولد في 28 يونيو 1991، في أولسان، كوريا الجنوبية. عائلته تتكون من والديه وشقيقته الكبرى ولدى والده مطعم بعد انظمامه إلى شركة FNC الترفييه غادر إلى اليابان مع أعضاء فرقته عام 2009

## المسيرة الفنية
مسلسلاته:
لا باس ابنه ابيك.
اوتار قلوب.
زوجي حصل على عائله.
الورثة.
سفينة المستشفى، المدرسة 2017.

## روابط خارجية
- كانغ من هيوك على موقع IMDb (الإنجليزية)
- كانغ من هيوك على موقع ميوزك برينز (الإنجليزية)
- كانغ من هيوك على موقع قاعدة بيانات الفيلم (الإنجليزية)